# Laudakia
Genre
Laudakia est un genre de sauriens de la famille des Agamidae.

## Répartition
Les 10 espèces de ce genre se rencontrent en Asie du Sud, dans l'ouest de la Chine et au Moyen-Orient.

## Liste des espèces
Selon The Reptile Database (10 avril 2013) :
- Laudakia agrorensis (Stoliczka, 1872)
- Laudakia dayana (Stoliczka, 1871)
- Laudakia melanura Blyth, 1854
- Laudakia nupta (De Filippi, 1843)
- Laudakia nuristanica (Anderson & Leviton, 1969)
- Laudakia pakistanica (Baig, 1989)
- Laudakia papenfussi Zhao, 1998
- Laudakia sacra (Smith, 1935)
- Laudakia tuberculata (Gray, 1827)
- Laudakia wui Zhao, 1998

## Publication originale
- Gray, 1845 : Catalogue of the specimens of lizards in the collection of the British Museum. p. 1-289 (texte intégral).